# 聖心教堂 (布拉格)
聖心教堂是位於捷克首都布拉格的一座羅馬天主教的教堂。教堂修建於1929年至1932年期間，是20世紀捷克最具象徵性的宗教建築之一。